# Nenax elsieae
Nenax elsieae är en måreväxtart som beskrevs av Christian Puff. Nenax elsieae ingår i släktet Nenax och familjen måreväxter. Inga underarter finns listade i Catalogue of Life.